# خوسه اردیا
خوسه اردیا (اسپانیایی: José Heredia‎؛ زادهٔ ۲۱ فوریهٔ ۱۹۶۹) وزنه‌بردار اهل کوبا بود. وی در بازی‌های المپیک تابستانی ۱۹۹۲ شرکت کرده‌است.